# Torre del mare
Torre del mare is een plaats (frazione) in de Italiaanse gemeente Bergeggi.